# Janderson Rodrigues Bahia
Janderson Rodrigues Bahia, mit Kurznamen Rodrigues Bahia oder Baiano (* 15. Juni 1986 in Belmonte), ist ein brasilianischer Fußballspieler.

## Karriere
Rodrigues Bahia mit dem Profifußball in seiner Heimat und war hier für mehrere Teams der unteren brasilianischen Profiligen tätig. In der Saison 2010 stand er beim Viertligisten Madureira EC unter Vertrag. Zuletzt spielte er für Duque de Caxias FC.
Zur Saison 2012/13 wechselte er in die türkische TFF 1. Lig zu Göztepe Izmir. Bereits zur Winterpause der Saison 2012/13 trennte er sich von diesem Verein nachdem sein Vertrag nach gegenseitigem Einvernehmen mit der Vereinsführung aufgelöst wurde.